# Satin Doll
A Satin Doll egy dzsessz-sztenderd, amelyet Duke Ellington és Billy Strayhorn írt Johnny Mercer dalszövegével. Az 1953-ban írt dalt Ella Fitzgerald adta elő.
Billy Strayhorn életrajzírója, David Hajdu szerint Ellington írta a „Satin Doll” fő dallamtémáit, majd felkérte Strayhornt, hogy harmonizálja és hangszerelje a dallamot, és írjon hozzá szöveget is. Hajdu azt írta, hogy Strayhorn valóban írt egy dalszöveget a dalhoz, amely tisztelgés volt Strayhorn anyja előtt (akit Strayhorn „Satin Doll”-nak nevezett), de Strayhorn szövegét nem adták elő, és mára elveszett. A Duke Ellington Orchestra 1953-ban vette fel a darabot, és az 1950-es évekig népszerű is maradt. 1959 körül Johnny Mercert kérték fel, hogy írjon új szöveget a dalhoz.

## Híres felvételek
- The Gaylords
- Bill Doggett
- Peggy Lee
- The Coasters
- Harry James
- Ella Fitzgerald – Ella in Hollywood (1961)
- McCoy Tyner
- The Impressions
- Blossom Dearie
- Kimiko Kasai with Gil Evans
- Bobbi Humphrey (km.: Duke Ellington, Johnny Mercer, Billy Strayhorn)
- Chicago együttes
- Terry Callier
- Oscar Peterson and Clark Terry
- Joe Sample
- Dewey Redman
- Dave Grusin
- Dr. John
- Hank Jones
- Buddy Emmons & Ray Pennington with the Swing Shift Band
- Phish
- Lorez Alexandria
- Jimmy Bruno and Frank Vignola
- Kovács Andor, gitár
- Liza Everson